# Godār Pīr-e Soflá
Godār Pīr-e Soflá (persiska: گدارپی سفلی, Godārpey-ye Soflá, گدار پیر سفلی) är en ort i Iran.   Den ligger i provinsen Kermanshah, i den västra delen av landet, 400 km sydväst om huvudstaden Teheran. Godār Pīr-e Soflá ligger 1 138 meter över havet och antalet invånare är 201.
Terrängen runt Godār Pīr-e Soflá är kuperad åt sydost, men åt nordväst är den bergig. Godār Pīr-e Soflá ligger nere i en dal. Runt Godār Pīr-e Soflá är det ganska tätbefolkat, med 58 invånare per kvadratkilometer. Närmaste större samhälle är Dānah Mīsī, 19,5 km nordost om Godār Pīr-e Soflá. Omgivningarna runt Godār Pīr-e Soflá är i huvudsak ett öppet busklandskap.